# 一宮 (一宮市)
一宮（いちのみや）は、愛知県一宮市の地名。

## 地理

### 交通
- 東海道本線
- 名鉄名古屋本線

## 歴史

### 沿革
- 1889年（明治22年） - 中島郡一之宮村が合併により、一宮町大字一宮となる[1]。
- 1921年（大正10年） - 一宮市大字一宮となる[1]。
- 1933年（昭和8年） - 一部から新町が複数起立する[1]。
- 1970年（昭和45年） - 一部が新生に編入される[1]。
- 1973年（昭和48年） - 一部が八幡・天王・貴船・文京・大宮・音羽・羽衣・桜・松降・真清田・本町にそれぞれ編入される[1]。
- 1979年（昭和54年） - 一部が中町に編入される[1]。以降、一部が残存する[1]。

### WEB
1. ↑  “読み仮名データの促音・拗音を小書きで表記するもの(zip形式) 愛知県” (zip).   日本郵便 (2024年2月29日). 2024年3月26日閲覧。
2. ↑  “市外局番の一覧” (PDF).   総務省 (2022年3月1日). 2022年3月22日閲覧。
3. ↑  “ナンバープレートについて”.   一般社団法人愛知県自動車会議所. 2024年1月21日閲覧。

### 書籍
1. 1 2 3 4 5 6 7  「角川日本地名大辞典」編纂委員会 1989, p. 159.